# Szupertér
A szupertér a kvantumtérelméletben a Minkowski-tér további kiterjesztése egy vagy több további dimenzióval, koordinátával. Az új koordináták azonban nem a megszokott valós számok köréből kerülnek ki, mint a négyestér esetén, hanem antikommutáló, ún. Grassmann-szám komponensű spinorok. Ezen a kiterjesztett téren értelmezzük a szuperszimmetriát. A legegyszerűbb szupertér {\displaystyle (x,\theta ,{\bar {\theta }})}, ahol x a Minkowski-tér, {\displaystyle \theta \,} és {\displaystyle {\bar {\theta }}} Grassmann-spinorok.

## Grassmann-spinorok
A Grassmann-spinor egy kétkomponensű Dirac-spinor, ahol azonban a komponensek komplex számok helyett antikommutáló Grassmann-számok. A Minkowski-tér vagy négyestér kiterjesztése spinorváltozókkal megőrzi a Lorentz-csoporttal ill. az eltolásokat is belevéve a Poincaré-csoporttal szembeni szimmetriát. A Lorentz-csoport – ami ekvivalens egy SU(2)×SU(2) csoporttal – spinorjainak megfelelően kétféle Grassmann-spinor van, amit a "normál" és "konjugált" (helyesen adjungált) spinorok helyett ezek lineáris kombinációinak, a {\displaystyle \theta _{a}\,} "balkezes" és a {\displaystyle {\bar {\theta }}_{\dot {a}}} "jobbkezes" spinoroknak szokás választani. A négyesskalárok két pontozatlan vagy két pontozott spinor indexösszeejtésével ("konvolúciójával") képezhetjük. A szokásos rövidített jelölést is megadva:
{\displaystyle \theta ^{2}\equiv \theta ^{a}\theta _{a},\quad {\bar {\theta }}^{2}\equiv {\bar {\theta }}_{\dot {a}}{\bar {\theta }}^{\dot {a}}}
ahol számít, hogy az első vagy a második index van lent, mert egy csere a két komponens felcserélését jelenti, ami, mivel antikommutáló számokról van szó, előjelváltást jelent, azaz:
{\displaystyle \theta ^{a}\theta _{a}=-\theta _{a}\theta ^{a}\,}
Az index lehúzás és felhúzás a Levi-Civita-szimbólummal végezhető:
{\displaystyle \theta _{a}=\epsilon _{ab}\theta ^{b},\quad {\bar {\theta }}_{\dot {a}}=\epsilon _{{\dot {a}}{\dot {b}}}{\bar {\theta }}^{\dot {b}}}
A négyesspinorok általános tulajdonságainak megfelelően a {\displaystyle \theta _{a}{\bar {\theta }}_{\dot {a}}} szorzat úgy transzformálódik, mint egy Lorentz-vektor.

## Szupereltolás
Az {\displaystyle (x,\theta ,{\bar {\theta }})} szupertérben a szupertranszformációt a következőképpen vezethetjük be:
{\displaystyle \theta \rightarrow \theta +\epsilon ,\quad {\bar {\theta }}\rightarrow {\bar {\theta }}+{\bar {\epsilon }}}
{\displaystyle x_{\alpha {\dot {\beta }}}\rightarrow x_{\alpha {\dot {\beta }}}+2i\epsilon _{\alpha }{\bar {\theta }}_{\dot {\beta }}-2i\theta _{\alpha }{\bar {\epsilon }}_{\dot {\beta }}}
Ez a négyestérbeli eltolásokat általánosítja a szupertérre.

## Királis és antikirális szupertér
A szuperteret lehetséges úgy parametrizálni, hogy explicit módon ne tartalmazza {\displaystyle {\bar {\theta }}}-t – {\displaystyle (x_{L},\theta )\,} királis szupertér – vagy {\displaystyle \theta \,}-t – {\displaystyle (x_{R},{\bar {\theta }})} antikirális szupertér, ahol:
{\displaystyle (x_{L})_{a{\dot {a}}}=x_{a{\dot {a}}}-2i\theta _{a}{\bar {\theta _{\dot {a}}}}}
{\displaystyle (x_{R})_{a{\dot {a}}}=x_{a{\dot {a}}}+2i\theta _{a}{\bar {\theta _{\dot {a}}}}}
Ezekkel a definíciókkal a szupertranszformáció a megfelelő szupertéren belül marad, azaz:
{\displaystyle \theta \rightarrow \theta +\epsilon \,}
{\displaystyle {\bar {\theta }}\rightarrow {\bar {\theta }}+{\bar {\epsilon }}}
esetén:
{\displaystyle (x_{L})_{a{\dot {b}}}\rightarrow x_{a{\dot {b}}}-4i\theta _{a}{\bar {\epsilon _{\dot {b}}}}}
{\displaystyle (x_{R})_{a{\dot {b}}}\rightarrow x_{a{\dot {b}}}+4i\epsilon _{a}{\bar {\theta _{\dot {b}}}}}